# سفرنامه برادران شرلی
سفرنامهٔ برادران شرلی توسط آنتونی(۹۷۶ ه‍.ق / ۱۵۶۸ م-۱۰۴۴ ه‍.ق / ۱۶۳۵ م) و رابرت (۹۸۹ ه‍.ق / ۱۵۸۱ م -۱۰۴۴ ه‍.ق / ۱۶۳۴ م) شرلی نوشته شده‌است. این دو برادر به فرمان ملکه الیزابت سفر خود را در شوال ۱۰۰۹ ه‍.ق / ۲۴ مه ۱۵۹۸ م آغاز کردند؛ و از طریق اسکندرون، حلب و بغداد وارد قزوین شدند و نزد شاه رفتند. آن‌ها از جانب شاه صفوی عهده‌دار مذاکره با شاهان اروپایی شدند تا اتحادی علیه کشور عثمانی تشکیل دهند. آن‌ها به کشورهای لهستان، آلمان، اسپانیا، ونیز و انگلیس سفر کردند تا نامه‌های شاه عباس صفوی را به دست حکمرانان کشورها برسانند. سفرنامهٔ این دو برادر شامل اطلاعاتی در مورد شرایط راه، تجارت، مردم، آداب و رسوم کشورها، خصوصیات شاهان، ویژگی‌های اجتماعی، اقتصادی و فرهنگی کشورهای مختلف می‌شود. این کتاب در دوران فرمانروایی ناصرالدین شاه توسط آوانس خان ترجمه شد و در سال‌های بعد به همت علی قلی خان سردار اسعد و احمد مشیر چاپ شد و در دسترس عموم قرار گرفت. سفرنامهٔ برادران شرلی دارای اطلاعات ارزشمندی از دوران شاه عباس و حکومت صفویان است.

## محتوا سفرنامه
در سفرنامهٔ برادران شرلی تمام مسیرهای حرکتی، راه‌های عبور، عادات، رفتار مردم، ویژگی‌های اجتماعی و رسم و رسومات مردم هر منطقه نوشته شده‌است. ویژگی مهمی که این سفرنامه دارد پرداختن به جزئیات است؛ وضعیت فرهنگی، جغرافیایی و اجتماعی با جزئیات تمام نوشته شده‌است. ایران و عثمانی در آن زمان سر جنگ داشتند و نویسنده به هنگام عبور از خاک عثمانی مردم، مناطق مختلف کشور، رفتار و عادات‌های آن‌ها را بیان می‌کند. هنگامی که او به ایران می‌رسد خانه‌ها، کوچه‌ها، محله‌ها را به خوبی توصیف می‌کند و سپس به اعتقادات مردم، عمل‌هایی مثل روزه و اوامر شاه عباس می‌پردازد. آنچه شاه اجازهٔ انجام آن را داده و آنچه منع کرده‌است را به‌طور کامل می‌نویسد، او حتی به خصوصیات و ویژگی‌های شخصی شاه عباس هم می‌پردازد. این سفرنامه جز منابع مهم تاریخ صفوی و شاه عباس اول است.

### توماس شرلی و اسارت در عثمانی
توماس شرلی فرزند سر توماس شرلی در سال ۹۷۱ ه‍.ق / ۱۵۶۴ م در انگلیس متولد شد او فرزند بزرگتر خانواده و عهده‌دار املاک خانوادگی شرلی بود. رابرت و آنتونی که پیش از او به شرق آمده بودند کاری از پیش نبردند و در سال ۱۳۱۳ ه‍.ق / ۱۶۰۴ م ملکه الیزابت، توماس را مأمور سفر به شرق کرد اما او اسیر عثمانی‌ها شد. هنگامی که رابرت از این ماجرا آگاهی پیدا کرد یعنی در سال ۱۰۱۴ ه‍.ق / ۱۴۰۵ م، آزادی ۳۰ تن از اسیرانی که در نبرد با عثمانی به دست آورده بودند را شرط آزادی برادر خود توماس دانست؛ اما توجهی به این پیشنهاد او نشد. مدتی بعد رابرت با ۶۰ اسیر عثمانی دوباره پیشنهاد خود را مطرح کرد و این بار توماس رهایی یافت و در سال ۱۰۱۶ ه‍.ق/ ۱۶۰۷ م به انگلیس بازگشت. او در همین زمان سفرنامه خود و برادرانش را به چاپ رسانید.

### آنتونی شرلی و سفرهای اروپایی

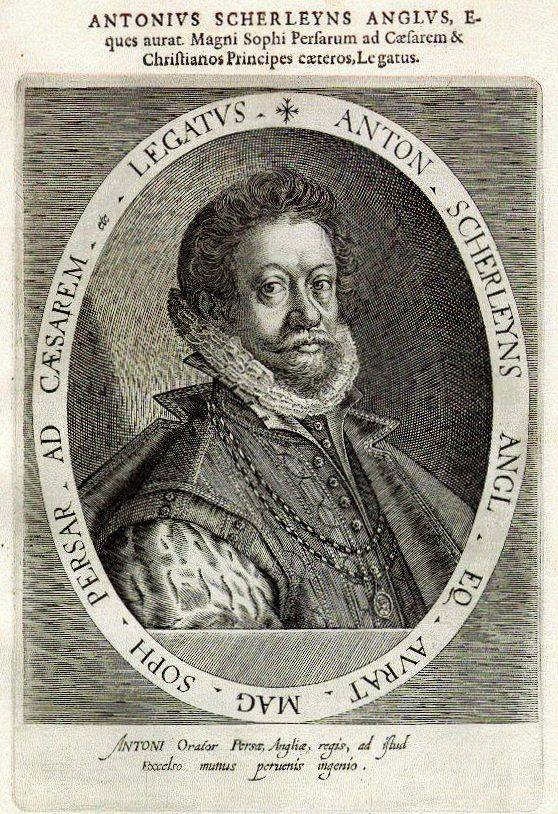
آنتونی شرلی در مقام رئیس سفارت ایران در اروپا (۱۵۹۹-۱۶۰۲)

آنتونی شرلی برادر دیگر توماس بود که در سال ۹۷۶ ه‍.ق / ۱۵۶۸ م در انگلیس متولد شده‌بود و پس از اتمام تحصیلات آکادمی خود در آکسفورد وارد سپاه شده‌بود. آنتونی در قرن ۱۶ از جانب ارل اسکس مأمور شد تا به ایران سفر کند و در مورد امتیازهای انگلیس در ایران و کشور عثمانی با شاه عباس گفت‌وگو کند. آنتونی به همراه برادر خود در شوال ۱۰۰۹ ه‍.ق / ۲۴ مه ۱۵۹۸ م، با ۲۵ همراه از ونیز به جانب ایران حرکت کرد. او ابتدا به اسکندرون رسید. سپس حلب و بغداد را پشت سر گذاشت و وارد ایران شد او در شهر قزوین نزد شاه عباس حضور یافت. سر آنتونی به همراهی شاه عباس راهی اصفهان شد و در اصفهان شاه به او لقب «میرزا» داد و زین پس میرزا آنتونیو خوانده‌شد.
آنتونی شرلی آنچه در مورد توپ‌خانه و تفنگ می‌دانست را به ایرانیان یاد داد. شاه عباس تصمیم گرفت آنتونی شرلی و حسین علی بیک بیات را راهی اروپا کند تا نامه‌های او را به شاهان اروپا برسانند و چون رابرت در این زمان تنها ۱۸ سال سن داشت در دربار ماند. در واقع شاه عباس در تلاش بود اتحادی صورت دهد علیه کشور عثمانی پس آن‌ها در ۱۵ ذی‌الحجه سال ۱۰۰۷ ه‍.ق / ۹ ژوئیه ۱۵۹۹ م از اصفهان حرکت کردند. یک ماه بعد به آستراخان رسیدند و دو ماه بعد وارد دربار بوریس گودونف، تزار روسیه شدند. در زمانی که آنتونی شرلی در دربار روسیه حضور داشت قسمتی از سفرنامه خود را به لندن فرستاد تا چاپ شود. سفیرهای شاه عباس پس از ۶ ماه اقامت در مسکو در سال ۱۰۰۸ ه‍.ق / ۱۶۰۰ م از شمال روسیه و از بندر آرخانگلسک وارد اشتو در آلمان شدند و در همین زمان ویلیام پری که منشی آنتونی بود به سمت لندن رفت و در همان سال سفرنامه‌های خود و آنتونی را به چاپ رساند. آن‌ها پس از دیدار با امپراتور آلمان وارد ایتالیا شدند و قصد ادامهٔ سفر به ونیز را داشتند که ونیزیان به خاطر حضور سفیر عثمانی در دربار خود و انعقاد قرار دارد صلح، هیئت ایرانی را نپذیرفتند. آن‌ها سپس نزد پاپ کلمنت هشتم در روم رفتند و در همان‌جا به خاطر اختلافی که میان آنتونی و حسین علی بیک پیش آمد، جدا شدند؛ آنتونی به ونیز رفت و حسین علی عازم اسپانیا شد. حسین علی پس از اتمام کار خود در سال ۱۰۱۰ ه‍.ق / ۱۶۰۱ م عازم ایران شد و از عاقبت او اطلاعی در دست نیست. سر آنتونی نیز پس از سفر به ونیز پیرو مذهب کاتولیک شد و در سال ۱۰۴۴ ه‍.ق / ۱۶۳۵ م درگذشت و سفرنامه‌اش در سال ۱۴۱۳ به چاپ رسید.

### رابرت شرلی و قراردادهای بازرگانی
رابرت شرلی فرزند دیگر توماس شرلی در سال ۹۸۹ ه‍.ق / ۱۸۵۱ م در انگلیس متولد شد و به همراه برادر خود آنتونی عازم ایران شد. هنگامی که رابرت از بازگشت به ایران استعفا داد و به ونیز رفت، شاه عباس رابرت را بسیار گرامی داشت و حتی ترزا دختر اسماعیل خان چرکس را به همسری او درآورد. رابرت در سال ۱۰۱۴–۱۰۱۳ ه‍.ق / ۱۶۰۴–۱۶۰۵ م همراه سپاهیان شاه عباس وارد نبرد با عثمانیان شد و شجاعت بسیاری از خود نشان داد. در سال ۱۰۱۶ ه‍.ق / ۱۶۰۸ م شاه عباس او را به اروپا فرستاد تا نامه‌هایش را به دست شاهان اروپا برساند. او در ۲۴ شوال ۱۰۱۶ ه‍.ق / ۲۱ فوریه ۱۶۰۸ م سفر خود را از اصفهان آغاز کرد. وارد لهستان شد و مورد استقبال پادشاه لهستان قرار گرفت؛ وی سپس نزد رودلف دوم، شاه آلمان حضور یافت. رابرت قصد داشت در همین هنگام به انگلیس بازگردد، اما به فرمان وزیرِ جیمز اول سفر خود را ادامه داد؛ اما سفرنامه‌اش در همان سال ۱۶۰۹ م در لندن به چاپ رسید. 

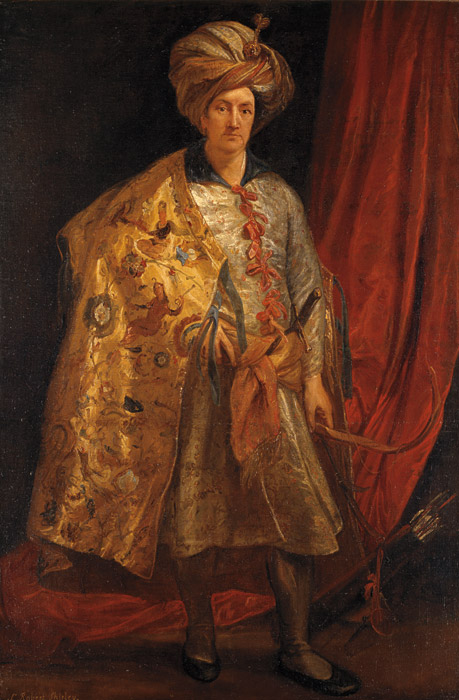
نقاشی رابرت شرلی؛ اثری از آنتونی ون دیک

 رابرت در ۲۸ جمادی‌الثانی ۱۰۱۸ ه‍.ق / ۸ دسامبر سال ۱۶۰۹ م، وارد ایتالیا و سپس اسپانیا شد؛ او نامه‌های عباس اول را به شاهان رساند. رابرت در ۳۲ رجب ۱۰۲۰ ه‍.ق / اکتبر ۱۶۱۱ م وارد انگلیس شد و پس از یک و سال نیم استراحت دوباره به ایران بازگشت. سر رابرت در رمضان ۱۰۲۴ ه‍.ق / اوت ۱۶۱۵ م به عنوان فرستاده‌ای از ایران دوباره وارد کشورهای اروپایی شد تا در مورد عهدنامه‌های بازرگانی میان کشورها مذاکره کند. او ابتدا به اسپانیا و سپس ایتالیا سفر کرد و در ربیع الاخر ۱۰۳۲ ه‍.ق / ژانویه ۱۶۲۳ م وارد انگلیس شد؛ در همان هنگامی که قصد داشتند قرارداد میان ایران و انگلیس را به امضا برسانند جیمز اول درگذشت و چارلی اول جایگزین او شد؛ این تأخیری که پیش آمد به ضرر رابرت شد.
در همین هنگام سفیر جدید شاه عباس به نام نقد علی بیک وارد لندن شد و موفق شد حمایت شرکت هند شرقی را که دشمن رابرت بود را به دست آورد. نقد علی بیک در دربار انگلیس و در حضور همه، رابرت شرلی را متهم کرد که او همسر خود را خواهرزاده شاه عباس دانسته، توهین‌های دیگری هم به او شد و اعتبارنامه‌هایش هم جعلی دانستند. به فرمان شاه هر دو اینان به ایران بازگشتند تا حقیقت آشکار شود. علی بیک در راه خود را مسموم کرد و رابرت که به خدمت شاه عباس رسید تمام گفته‌هایش توسط شاه تأیید شد اما چون محمد علی بیکِ وزیر رابطهٔ خوبی با سر رابرت نداشت، موفق شد شاه را نسبت به او بدبین کند و شاه نیز چون دیگر به او در نبرد با عثمانی نیازی نداشت از او روی برگرداند. رابرت در قزوین درگذشت اما ترزا جنازهٔ همسرش را در رجب ۱۰۴۴ ه‍.ق / ۱۶۳۴ م به رود تیبر برد و در نزدیکی آنجا به خاک سپرد. مدتی بعد همسرش، ترزا نیز درگذشت و در همان‌جا به خاک سپرده شد؛ از سرانجام پسرش هم که همراه رابرت بود اطلاعی در دست نیست.
بهترین پژوهشی که در سفرنامهٔ برادران شرلی صورت گرفته اثر سر ادوارد دنیسن راس است.
- گزارش آنتونی شرلی: از ونیز به انطاکیه، حلب، بابل و سپس به قزوین رسیده‌است. صوفی بزرگ او را پذیرفته و نامه‌هایی را به دست شاهزادگان مسیحی رسانده و اجازهٔ صوفی بزرگ برای سفر در بین راه‌های امن در کشورش.
- گزارش رابرت شرلی: سفیر فرستاده شده شاه ایران در لهستان و سوئیس و بازگشت او به لندن.
- سفرنامهٔ آنتونی شرلی: در مورد سفرهایش به لندن و خطرهای دریا و زمین و حوادث عجیبی که بر او گذشته‌است.[۶][۷]

## وضعیت کتاب
در سال ۱۲۴۰ ه‍.ق / ۱۸۲۵ م شرکت هرست، رابینسون در چاپ‌خانه دی. اسِ، شهر لندن کتابی با عنوان «سه برادر» یا «ماجراهای آنتونی، سر رابرت و سر گیدنز» به چاپ رساند. این کتاب ماجراهای سفر این سه تن به روسیه، ایران، ترکیه و اسپانیا بود که به اندازهٔ یک کتاب جیبی در ۲۰۴ صفحه به چاپ رسید. این کتاب چون تعدادی از روایت‌های این سه نفر را نقل می‌کرد اهمیت خاصی در نزد ایرانیان نداشت اما در سال ۱۳۳۰ ه‍.ق در دوران ناصرالدین شاه این کتاب توسط آوانس خان با عنوان «سفرنامهٔ برادران شرلی» به فارسی ترجمه شد. اگر کتاب چاپ شده را با کتاب چاپی سال ۱۸۲۵ لندن مقایسه کنیم متوجه خواهیم شد مترجم ایرادهای بسیاری دارد؛ او قسمت‌هایی را جا انداخته، تاریخ‌هایی را اشتباه ذکر کرده و کلمات و جملاتی را اشتباهاً و نادرست ترجمه کرده‌است. مثلاً مترجم به حضور آنتونی در بندر انزلی اشاره کرده‌است، اما اگر به تاریخ رجوع کنیم می‌بینیم بندر انزلی اصلاً در دورهٔ صفوی وجود نداشته و در واقع در دورهٔ ناصرالدین شاه بود که این بندر ایجاد شد. در دوران احمد شاه به کمک علی قلی خان سردار اسعد و احمد مشیر، این کتاب به چاپ رسید و سپس در سال ۱۳۵۷ ه‍.ش با مقدمهٔ محمد آیین توسط کتابخانهٔ منوچهری دوباره چاپ شد و در سال ۱۳۶۲ ه‍.ش بود که این کتاب دوباره به وسیلهٔ کتابفروشی نگاه به چاپ رسید.